# Entre cour et jardin

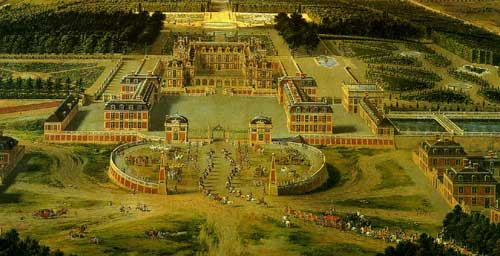
Slottet i Versailles, där man ser borggården (cour), slottet och bakom trädgården (jardin).

Entre cour et jardin (Mellan borggård  och trädgård) är en typ av barockpalats, utvecklat i Frankrike under 1600-talet. Huvudbyggnaden, som kallas Corps-de-logi, låg på axeln mellan borggården (Cour d'honneur) och trädgården (jardin), som ligger på baksidan av slottet.
Kända exempel på detta byggnadssätt är Slottet i Versailles samt Drottningholms slott.

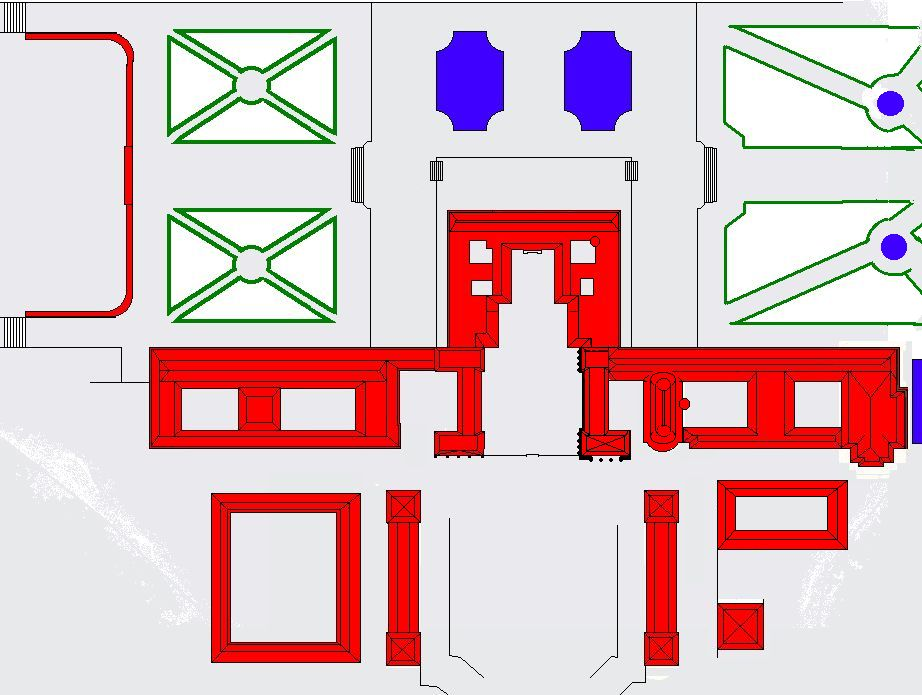
Plan över Slottet i Versailles, där man ser principen ovanifrån. Borggården längst ner, slottet i rött och trädgården överst.